# Équipe d'Irlande de rugby à XIII
L'équipe d'Irlande de rugby à XIII est l'équipe qui représente l'Irlande dans les principales compétitions internationales de rugby à XIII. Elle fait partie des meilleures sélections au monde comme l'a prouvé son classement des équipes nationales de rugby à XIII avec son neuvième rang en janvier 2007. 
L'équipe rassemble des joueurs de l'ensemble de l'île d'Irlande : à la fois de la république d'Irlande et de l'Irlande du Nord. Ainsi elle utilise le drapeau des Quatre provinces d'Irlande (en), et a pour hymne le chant Ireland's Call.
L'équipe est composée principalement de treizistes évoluant en Super League et en National Rugby League. L'Irlande n'a mis en place une sélection permanente de manière officielle qu'à partir de 1995, afin de se qualifier pour les coupes du monde de 2000 et 2008 (avec succès, puisqu'elle a même atteint les quarts de finale en 2000 ) et pour participer  à la Coupe d'Europe des nations depuis 2003.

## Histoire
L'équipe est de création relativement récente au regard de l'histoire de la discipline, puisqu'une première sélection fut créée pour disputer la Coupe du monde de rugby à XIII Universitaire en 1989 et celle des nations émergentes en 1995; les celtes arrivent en finale mais sont battus par les Îles Cook.

## Personnalités liées à l'équipe
Fin des années 2010, on compte parmi les personnalités (relativement) médiatisées, le manager de l'équipe Barry Coade. Celui-ci est également le manager de l'équipe irlandaise des Longhorns, club de Navan (Leinster),  qui dispute régulièrement la Challenge Cup. Il est également le père de deux joueurs treizistes, Matthew et Andrew.

## Parcours en Coupe du monde
| Année | Position    |         | Année           | Position |                  | Année | Position |
| 1954  | Non invitée | 1975    | Non invitée     | 2008     | Cinquième        |       |          |
| 1957  | Non invitée | 1977    | Non invitée     | 2013     | 1er tour         |       |          |
| 1960  | Non invitée | 1985-88 | Non invitée     | 2017     | 1er tour         |       |          |
| 1968  | Non invitée | 1989-92 | Non invitée     | 2021     | 1er tour         |       |          |
| 1970  | Non invitée | 1995    | 1er tour        | 2026     | Non participante |       |          |
| 1972  | Non invitée | 2000    | Quart-de-finale |          |                  |       |          |